# Красногрудая чекановая трясогузка
Красногрудая чекановая трясогузка (лат. Epthianura tricolor) — австралийская певчая птица из семейства медососовых.

## Описание
Темя, грудь и боковые стороны тела у самца красного цвета, горло, нижняя часть брюха и гузка белого цвета, спина тёмно-коричневого, затылок, хвост и уздечка чёрного цвета. У самки светло-коричневая верхняя часть тела и белая нижняя часть тела, на груди и боковых сторонах тела жёлто-коричневые пятна.

## Распространение
Птица населяет сухие области Австралии с незначительной или низкой растительностью.

## Образ жизни
Скудность жизненного пространства часто вынуждает птиц, менять своё место обитания и мигрировать на далёкие расстояния, где после выпадения осадков появляется свежая растительность. Наряду с насекомыми, которые составляют основу рациона питания, вид питается также нектаром пустынных цветов. В поисках корма птица бегает по земле.

## Размножение
В сезон гнездования с июля по декабрь птица строит укрытое в растительности глубокое, чашеобразное гнездо из травы и веток и выстилает его волосами и корнями. Высиживание кладки, состоящую из 2—3-х яиц, длится 14 дней, выводковый период составляет следующие 14 дней.